# スコルピオ・ジュニア
ラファエル・ヌニェス・フアン（Rafael Núñez Juan、1966年10月11日 - 2024年11月7日）は、メキシコメキシコシティ出身の男性プロレスラー。スコルピオン・ジュニア（Scorpio, Jr.）で知られる。

## 来歴
「赤さそり」ことスコルピオ（エル・スコルピオ）の3人息子の長男。大学では経済学を学び、その一方でアマチュアレスリング（フリースタイル44キロ級）、重量挙げなどを経験、その後4年間のプロレス修行の末1985年8月30日にイダルゴ州アレナ・アクトパンでデビュー。デビューしてまもなく現在のリングネームのマスクマンになる。
1992年6月15日に日本のユニバーサル・プロレスリングにてシュー・エル・ゲレーロと組んでUWA&UWFインターコンチネンタルタッグ王座を奪取。1993年5月30日にシュー・エル・ゲレーロ、エル・エンヘンドロと組んでエル・シグノ、ネグロ・ナバーロ、ブラック･パワー2号組を破り、UWA世界トリオ王座を奪取。1994年2月には新日本プロレスに来日、シングルでは獣神サンダー・ライガー、大谷晋二郎、高岩竜一、エル・サムライ、小島聡とシングルを行った。5月30日にも同じメンバーで同じ相手にUWA世界トリオ王座を再び奪取。1994年10月にも同ベルト奪取。1997年には新日本プロレスのベスト・オブ・ザ・スーパージュニアにエントリー。1998年11月13日にベスティア・サルバヘと組んで出場したCMLL世界タッグチーム王者決定トーナメントの決勝でドクトル・ワグナー・ジュニア、エル・サタニコを破りCMLL世界タッグチーム王座を奪取。1999年3月19日にベスティア・サルバヘと組んでマスカラ・コントラ・カベジェラマッチでネグロ・カサス、エル・イホ・デル・サント組に敗れ素顔になる。
2006年にはAAA、2008年にはIWRG入りした。IWRGではインターヘビー、インタータッグ、インタートリオなどを奪取した。
2024年11月7日に病気により亡くなった。58歳没。

## 得意技
- パワーボム
- スパイン・バスター
- セントーン

## 獲得タイトル
- CMLL世界タッグチーム王座（w / ベスティア・サルバヘ）
- FCWライブヘビー級王座
- IWRGインターナショナルヘビー級王座
- IWRGインターナショナルタッグ王座（w / リッキー・クルズ）
- IWRGインターナショナルトリオ王座（w / セレブロ・ネグロ、エル・ベネノ）
- UWA&UWFインターコンチネンタルタッグ王座（w / シュー・エル・ゲレーロ）
- UWA世界6人タッグ王座（w / シュー・エル・ゲレーロ、エル・エンヘンドロ×2、w / シュー・エル・ゲレーロ、ビジャノ5号）